# 낭포

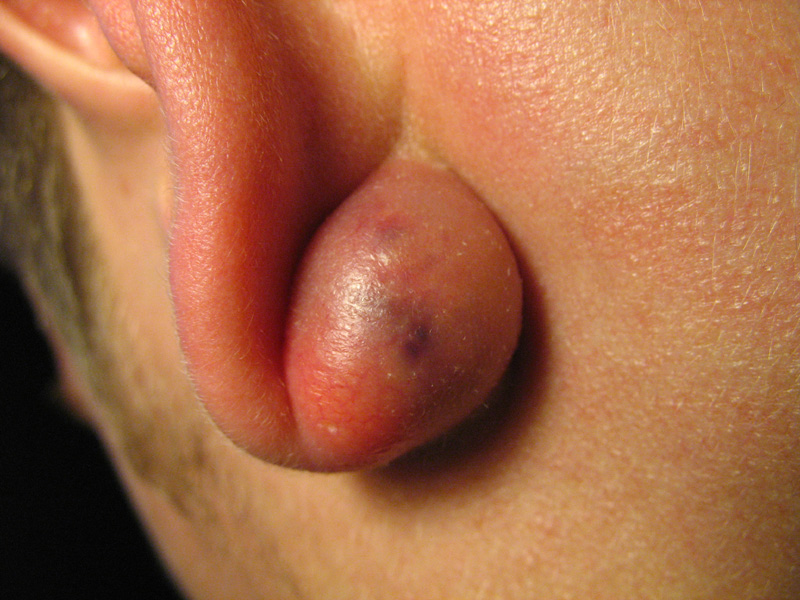

낭포(嚢胞. 영어: cyst)는 뚜렷한 생체막과 분열을 통해 주위 조직과 분리되어 있는 주머니이다. 공기, 액체, 반고체 따위 물질들이 들어있을 수 있다. 고름덩어리는 농양이라 하며 낭포와는 다르다. 낭포는 저절로 사라지기도 하지만, 사라지지 않을 시 낭포가 형성된 부위와 낭포의 종류에 따라 수술을 통한 제거를 요하기도 한다.

## 종류
- 난포 낭종
- 황체 낭종
- 포막황체 낭종
- 루테인 낭종
- 유피 낭종
- 배상피 봉입낭종
- 자궁내막 낭종
- 다낭성 난소
- 장액성 낭선종
- 점액성 낭선종